# Marijanci
Marijanci es un municipio de Croacia en el condado de Osijek-Baranya.

## Geografía
Se encuentra a una altitud de 94 m s. n. m. a 299 km de la capital nacional, Zagreb.

## Demografía
En el censo 2011 el total de población del municipio fue de 2405 habitantes, distribuidos en las siguientes localidades:
- Bočkinci - 173
- Brezovica - 53
- Čamagajevci - 214
- Črnkovci - 810
- Kunišinci - 315
- Marijanci - 838
- Marjanski Ivanovci - 2

| Gráfica de población de Marijanci 1857-2011                         |
|                                                                     |
| Según los censos de población de la oficina estadística de Croacia. |